# Black Mark Production
Black Mark Production – niezależna szwedzka wytwórnia muzyczna, wyspecjalizowana w gatunkach heavy metal, black metal i death metal.
Wytwórnia powstała z inicjatywy szwedzkiego instrumentalisty Quorthon znanego jako lider grupy muzycznej Bathory. W katalogu wytwórni znajdowały się takie grupy jak Edge of Sanity, Morgana Lefay, Nightingale, Cemetary, Fleshcrawl oraz 8 Foot Sativa. Ostatnim znanym właścicielem wytwórni był Börje "The Boss" Forsberg zmarły 14 września 2017 roku.